# Chlístov (Benešovi járás)
Chlístov település Csehországban, a Benešovi járásban. Chlístov Václavice és Benešov településekkel határos. Lakosainak száma 465 fő (2024. január 1.).

## Népesség
A település lakosságának változását az alábbi diagram mutatja:
| Lakosok száma | 142  | 151  | 148  | 105  | 247  | 229  | 343  | 377  | 428  | 465  |
|               | 1869 | 1890 | 1921 | 1950 | 1980 | 2001 | 2017 | 2019 | 2022 | 2024 |